# Емпиризам
Емпиризам је у филозофији, правац према којем се целокупно сазнање заснива на искуству. Његова основна гносеолошка теза јесте да нема урођених идеја, већ само стечених („Ништа не постоји у разуму што пре тога није било у чулима“).
У методологији науке, правац који прикупља, обрађује и процењује емпиријске чињенице и уопштава сазнања помоћу индуктивног закључивања. У психологији, према овом схватању, човеково мишљење и понашање готово је у потпуности резултат личног искуства, док наслеђе има сасвим неважну улогу. Међутим, емпиричари могу тврдити да традиција (или обичаји) настају због односа ранијих осећајних искустава.
Емпиризам као филозофски правац у својим основним сазнајнотеоретским ставовима сматра да је искуство (емпирија) темељни извор сазнања и да оно одређује домет, могућности и границе свеколиког знања. Основна девиза емпиризма: Nihil est in intellectu quod non pirus fuerit in sensu (Нема ничега у разуму, што пре није било у чулима), жели да утврди да је свако разумско сазнање условљено чулним, да у разуму нема никаквих априорних ни урођених идеја и да је, насупрот тврдњама рационалиста, људски ум у већој или мањој мери ограничен само на асоцијативно комбиновање разних (спољашњих и унутрашњих) утисака, које они називају идејама. Хуме је нпр. једанпут утврдио да се златно брдо (дакле нешто што је у искуству не постоји) може замислити само зато што је пре виђено и злато и брдо, те су та два утиска могла бити спојена.
Емпиризам је уз рационализам и критицизам један од основних смерова  теорије сазнања, а у разним варијантама и са различитим модификацијама његовог класичног облика (пре свега у енглеској филозофији), задржао се у неким савременим филозофијама (емпириокритицизам, позитивизам, неопозитивизам, прагматизам и др.)
Многи елементи емпиристичке оријентације уочавају се у неким од античких филозофа. Тако су они присутни код софиста Протагоре и код филозофа киренске школе (посебно Аристипа).

## Етимологија
Енглески израз емпиризам потиче од старогрчке речи εμπειρια, емпирија, која се на латински преводи као experientia, од кога потиче и реч експеримент.

## Позадина
Емпиризам заступа став да се свеукупност грађе људског знања изводи из искуства (емпирије), сматрајући да је новорођено људско биће као још неисписани лист папира (tabula rasa), без икаквих урођених сазнања, односно нарочито предодређених могућности за стицање становитих знања и навика.
Као изразито сазнајнотеоријски филозофски правац, емпиризам настоји, не само извор него и логичку вредност научног сазнања, објаснити на основу искуства, признајући тек више мање или никако мисаоно суделовање и разрађивању искуствене грађе. Идеал доследно спроведеног емпиризма је чисто искуство које се на крају своди на несувисле чулне податке, по чему емпиризам често поприма обележје сензуализма.
Екстремни емпиризам своди на искуство не само научну спознају о стварним чињеницама, него и логичке и математичке принципе и појмове, придајући им само чињеничну (не нужну и уопштену), једино психолошки уверљиву вредност.
Умерени емпиризам међутим, придаје логичким и математичким принципима и закључивањима на основу њих априорни значај.
Као начине стицања знања емпиризам посебно цени опажање по могућности уз помоћ експеримента, а с тиме у вези индукцију, занемарујући улогу дедукције.
С обзиром на различите могуће нијансе, емпиризам се може укрштавати с другим спознајно-теоријским правцима. Поред приближавања сензуализму, емпиризам се може приближити и својој супротности, рационализму, па попримити један компромисни облик рационалног емпиризма. Уколико се искуство искључиво схвати као рационална манифестација на нижем нивоу, тада се и емпиризам може схватити као „рационализам одоздо”.
Ако је тежиште стављено на позитивне податке унутар могућег искуства, емпиризам се може испољити као позитивизам. Полазећи од дате стварности стечених искустава о њој, емпиризам се оријентише реалистички, али се може претворити и у спознајнотеоријски идеализам, где су искуствени подаци схваћени као појавни доживљаји који представљају непрекорачиви садржај свести и који спадају у домен феноменализма.
С обзиром на својствени му психологизам, и потешкоће при искуственом објашњавању логичке нужности и општости, емпиризам се често приближује скептицизму.
Емпиризам има посебно значење у методолошком погледу као принцип да се стварност у њеним појединим манифестацијама спозна емпиријским методама на њој самој, без обзира на засебну проблематику о логичким, односно металогичким претпоставкама које тек омогућавају искуство и науку о њему.
Централни концепт у науци и научној методи је да закључци морају бити емпиријски засновани на доказима чула. И природне и друштвене науке користе хипотезе које се могу тестирати посматрањем и експериментом.
Израз полу-емпиријски се понекад користи за описивање теоријских метода које користе основне аксиоме, утврђене научне законе и претходне експерименталне резултате како би се укључили у аргументовану изградњу модела и теоријско истраживање.
Филозофски емпиричари немају никакво знање које би се могло правилно закључити, осим ако није изведено из нечијег чулног искуства.
Ово гледиште је у супротности с рационализмом, који каже да знање може бити изведено из разума независно од чула. На пример, Џон Лок је сматрао да се до неких сазнања (нпр. Сазнања о постојању Бога) може доћи само кроз интуицију и резоновање. Слично томе, Роберт Бојл, истакнути заговорник експерименталне методе, сматрао је да имамо урођене идеје. Главни континентални рационалисти (Декарт, Спиноза и Лајбниц) такође су били заговорници емпиријског "научног метода".

## Историја и учење

### Рани емпиризам

#### Између 600. и 200. године пре нове ере
Између 600. и 200. године пре нове ере, школа Ваишешика хиндуистичке филозофије, коју је основао древни индијски филозоф Канада, прихватила је перцепцију и закључак као једина два поуздана извора знања. Ово је набројено у његовом делу Ваишешика Сутра.

#### 330 - 400 пре нове ере
Најранији западни прото-емпиричар била је емпиријска школа древних грчких лекара, основана 330. године пре нове ере. Њени чланови одбацили су три доктрине догматске школе, радије се ослањајући на запажање фантазије (тј. Појава). Емпиријска школа била је уско повезана са филозофском школом пироника, због чега је филозофски случај постао њихов прото-емпиризам.

Појам табула раса („чиста плоча“ или „празна табла“) означава поглед ума као првобитно празан  диктафон (Лок је користио речи „бели папир“) на коме искуство оставља трагове. Ово пориче да људи имају урођене идеје. Појам датира од Аристотела, 350 година пне:
Оно што ум мисли мора бити у њему у истом смислу као што су слова на табли (grammateion) који не садржи стварно писање (grammenon); то се управо дешава у случају ума. (Аристотел, о души, 3.4.430а1).
Аристотелово објашњење како је то могуће није било строго емпиријско у савременом смислу, већ се заснивало на његовој теорији потенцијалности и стварности, а искуство осећања перцепције и даље захтева помоћ активног нуса.
Ови појмови били су у супротности с платонским предоџбама о људском уму као ентитету који је постојао негде на небесима, пре него што су послати да се придруже телу на Земљи.
Сматрало се да Аристотел даје важнију позицију чулној перцепцији од Платона, а коментатори у средњем веку сумирали су једну од његових позиција као "nihil in intellectu nisi prius fuerit in sensu" (латински за "ништа у интелекту, а да претходно није било у чулима").
Ова идеја је касније у древној филозофији развијена од стоичке школе, отприлике од 330. године пре нове ере. Стоичка епистемологија углавном је истицала да ум почиње празан, али стиче знање пошто је спољни свет утиснут на њега. Доксограф Аеције резимира ово гледиште као "Кад се човек роди, кажу стоици, он има заповедни део своје душе као лист папира спреман за писање." 

## Исламско златно доба и ренесанса (5. до 15. век пне)
Током средњег века (од 5. до 15. века п. н. е.) Аристотелову теорију табула раса развили су исламски филозофи почевши од Ел Фарабија (око 872 - 951. п. н. е.), прелазећи у разрађену теорију од Авикене (око 980 - 1037). и демонстриран као мисаони експеримент Ибн Туфаила.
На пример, за Авикену (Ибн Сина) табула раза је чиста потенцијалност која се актуелизује образовањем, а знање се стиче кроз "емпиријско упознавање са објектима у овом свету из којих се апстрахује универзални концепт", развијен "силогистичким методом образложења у којем запажања доводе до пропозиционих изјава које, када су састављене, доводе до даљих апстрактних концепата ". 
Сам интелект се развија из материјалног интелекта (ал-'акл ал-хаиулани), који представља потенцијал "који може стећи знање активном интелекту (ал-'кл ал-фа'ил), стању људског интелекта у повезаност са савршеним извором знања ". Дакле, нематеријални "активни интелект", одвојен од било које појединачне особе, још увек је неопходан за разумевање.
У 12. веку п. н. е. андалузијски муслимански филозоф и романописац Ебу Бекр Ибн Туфаил (познат као "Абубакар" или "Ебн Тофаил" на Западу) је у свој арапски филозофски роман укључио теорију табула раза као мисаони експеримент, Хаи ибн Иакдхан у који је приказао развој ума дивљег детета "од табула разе до ума одрасле особе, у потпуној изолацији од друштва" на пустињском острву, кроз само искуство.
Латински превод његовог филозофског романа под насловом „Philosophus Autodidactus“, који је објавио Едвард Покук Млађи 1671. године, имао је утицај на формулисање табула раса у књизи „Есеј о људском разумевању“ Џона Лока.
Сличан исламски теолошки роман, Theologus Autodidactus, написао је арапски теолог и лекар Ибн ал-Нафис у 13. веку. Такође се бавио темом емпиризма кроз причу о дивљом детету на пустињском острву, али одступио је од свог претходника приказујући развој протагонистичког ума кроз контакт са друштвом, а не у изолацији од друштва.
Током 13. века Тома Аквински заузео је аристотеловски став да су чула од суштинског значаја за сколастику. Бонавентура (1221–1274), један од најјачих Аквинских противника интелектуалца, понудио је неке од најјачих аргумената у корист платонске идеје ума.

## Ренесансна Италија
У касној ренесанси разни писци су почели да преиспитују средњовековно и класично разумевање стицања знања на фундаменталнији начин. У политичком и историјском писању Николо Макијавели и његов пријатељ Франческо Гвичардини покренули су нови реалистични стил писања.
Макијавели је посебно презирао политичке писце који су просуђивали све у односу на менталне идеале и захтевали да људи уместо тога проучавају "ефективну истину". Њихов савременик Леонардо да Винчи (1452–1519) рекао је: „Ако из свог искуства утврдите да је нешто чињеница и да је у супротности са оним што је неки ауторитет записао, онда морате напустити ауторитет и своје размишљање базирати на сопственим налазима."
Одлучни анти-аристотелов и антиклерикални теоретичар музике Винчензо Галилеи (око 1520 - 1591), отац Галилеа и проналазач монодије, користио је метод у успешном решавању музичких проблема, пре свега, у подешавању као што је однос нагиб до напете жице и масе у гудачким инструментима, и запремина ваздуха у дувачким инструментима; и друго, композицији, разним сугестијама композиторима у његовој Dialogo della musica antica e moderna (Фиренца, 1581).
Познато је да је он био суштински педагошки утицај на младог Галилеа, његовог најстаријег сина, вероватно једног од најутицајнијих емпиричара у историји. Винчензо је својим истраживањем „“ пронашао истину која је у основи погрешно схваћеног мита о „Питагоровим чекићима“ (квадрат дотичних бројева дао је оне музичке интервале, а не стварне бројеве, како се верује), и кроз ово и друго открића која су демонстрирала заблуду традиционалних власти, развио се радикално емпиријски став, пренео се на Галилео, који је „искуство и демонстрације“ сматрао неопходним за рационално истраживање.

## Британски емпиризам
Стоичко, а још наглашеније епикурејско учење углавном тврди да свеколика наша спознаја извире из искуства. Али сви ови зачеци емпиристичког филозофирања, који су дошли до изражаја и код неких енглеских сколастичара XIII и XIV века као и код ренесансних (нарочито италијанских) филозофа XV и XVI века, били су повезани у јединствен систем емпиристичке филозофије тек код низа енглеских мислилаца XVI и XVII века. Стога је појам емпиризма у првом реду повезан уз имена: Франсиса Бејкона, Томаса Хобса, Џона Лока, Џорџа Берклија и Дејвида Хјума. 
Међутим заједничке емпиристичке полазне спознајнотеориске поставке не значе истоветност у закључцима, па ни у читавом систему ових филозофа. Док се на пример за Бејкона и Хобса може казати да су материјалисти, и док у Лок има и материјалистичких и идеалистичких конзеквенција, Беркли постаје прототип субјективног идеализма, а Хјум завршава као спознајни скептик и агностик. Сваки се од њих бавио различитим специфичним проблемима и тумачио их из властитог аспекта и одређених личних филозофских преокупација.
Осим по свом учењу о разним врстама људских заблуда (тзв. Idoae), Бејкон је познат због критике сколастичке логике и покушаја заснивања индуктивне методе. Хобс, значајни по свом учењу о природи и по номиналистичкој логици, основну је пажњу у свом истраживању посветио учењу о човеку и држави. Лок је својом теоријом о секундарним и примарним квалитетима постао оснивач модерније материјалистичке спознајне теорије.
Парадоксална је позиција бискупа Берклија који је на основу емпиристичких полазних претпоставки покушавао да оправда спиритуалистичку метафизику. Али док Беркли, који је одбацио могућност постојања материјалне супстанције, тврди да постоје духовне супстанције, Хјум на крају тог раздобља скептички одбацује сваки супстанцијалитет и тврди да се чак каузалност не може објективно да утврдити, и да је она последица пуке субјективне психолошке навике и погрешке да се због временског следа разних појава утврђује њихову међусобна повезаност (узрочност) (post hoc ergo propter hoc).
Свим тим филозофима, међутим, заједничко је полажење од искуства, од осећаја спознаје, негација самосвесне и независне функције ума, признавање опажања као основе сваког мишљења. Разлике пак између њих нису само резултат третирања разноврсне проблематике као и различитог тумачења речи искуство, већ су последица и различитог ступња доследности и домишљатости самих тих филозофа (у том погледу чини се да је Хјум спознајно најконзервативнији).
Мање или више континуирани развој емпиристичке мисли најбоље показује и домет и бит саме те филозофије која је у својој крајњој конзеквенцији доспева - управо због искључивости, недијалектичности, једностраности првог, почетног емпиријског гносеолошког филозофирања које не види и активну улогу субјекта, свести у спознајном процесу - до потпуно негативног резултата: безизлазне спознајне Хјумове скепсе.
Тако је, метафизички развијајући своје полазне тезе (у којима је садржана, у основи, исправна тврдња да спознаја извире из искуства), енглески емпиризам довео до апсурда и непрекорачивих противречности које су местимично оштро супротстављене самим емпиристичким полазним позицијама. Али тај исти емпиризам има несумњиво и великих заслуга за развој европске мисли. Хјум је Канта (по властитим Кантовим речима), пробудио из догматског дремежа и тако посредно омогућио снажни полет филозофске мисли у класичном немачком идеализму (немачка класична идеалистичка филозофија). С друге стране, како каже и Енгелс, Бејкон и Лок су очеви оне сјајне школе француских материјалиста, који су учинили XVII век француским веком. Радикални и специфични облик емпиризма је сензализам.

## Логички емпиризам
Логички емпиризам (такође логички позитивизам или неопоситивизам) био је покушај раног 20. века да се синтетишу суштинске идеје британског емпиризма (нпр. Снажан нагласак на сензорном искуству као основу знања) са одређеним увидима из математичке логике који је развио Готлоб Фреге и Лудвиг Витгенштајн. Неке кључне личности овог покрета били су Ото Нојрат остатак Бечког круга, заједно са А. Ј. Ајер, Рудолф Карнап и Ханс Рејнбах.
Неопозитивисти су прихватили појам филозофије као концептуално појашњење метода, увида и открића наука. Они су у логичком симболизму који су разрадили Фреге (1848–1925) и Бертранд Расел (1872–1970) видели моћан инструмент који је могао рационално реконструисати сав научни дискурс у идеалан, логички савршен језик који би био ослобођен нејасноћа и деформација од природног језика.
То је створило оно што су сматрали метафизичким псеудопроблемима и другим концептуалним конфузијама. Комбинујући Фрегеову тезу да су све математичке истине логичне са раном Витгенштајновом идејом да су све логичке истине пука језичка таутологија, дошли су до двоструке класификације свих пропозиција: аналитичке (а приори) и синтетске (а постериори). На основу тога формулисали су снажан принцип разграничења између реченица које имају смисла и оних које немају: такозвани принцип верификације.
Свака реченица која није чисто логична или је непроверљива је без значења. Као резултат, већина метафизичких, етичких, естетских и других традиционалних филозофских проблема сматрана је псеудопроблемима.
У екстремном емпиризму неопозитивисиста - барем пре 1930-их - свака истински синтетичка тврдња мора се свести на крајњу тврдњу (или скуп коначних тврдњи) која изражава директна запажања или перцепцију. У каснијим годинама Карнап и Нојрат су напустили ову врсту феноменализма у корист рационалне реконструкције знања у језик објективне просторно-временске физике. То јест, уместо да се реченице о физичким објектима преводе у податке о осећају, такве реченице треба превести у такозване протоколарне реченице, на пример, „Х на локацији Y и у тренутку T се примећује такво и такво“.
Централне тезе логичког позитивизма (верификационизам, аналитичко-синтетичка дистинкција, редукционизам итд.) наишле су на оштре нападе након Другог светског рата од стране мислилаца попут Нелсон Гудмана, Хилари Патнам, Карл Попер и Ричард Рорти.
Крајем шездесетих година већини филозофа постало је очигледно да је покрет прилично напредовао, мада је његов утицај и даље значајан међу савременим аналитичким филозофима, као што су Мајкл Дамет и други антиреалисти.

## Прагматизам
Крајем 19. и почетком 20. века појавило се неколико облика прагматичне филозофије. Идеје прагматизма у разним облицима развијале су се углавном из разговора између Чарлса Сандерса Перса и Вилијама Џејмса када су оба мушкарца била на Харварду 1870-их.
Џејмс је популаризовао појам "прагматизам", дајући Персу пуну заслугу за његову баштину, али је Перс касније измакао тангенти коју је покрет преузео, и смањио оно што је сматрао првобитном идејом названом "прагматизам". Упоредо са својом прагматичном теоријом истине, ова перспектива обједињује основне увиде емпиријског (заснованог на искуству) и рационалног (заснованог на концепту) размишљања.

#### Чарлс Сандерс Перс
Чарлс Сандерс Перс (1839–1914) био је врло утицајан у постављању основа данашњег емпиријског научног метода. Иако је Перс оштро критиковао многе елементе Декартовог рационализма, он није одбацио рационализам у потпуности. Заправо се сложио са главним идејама рационализма, најважније с идејом да рационални појмови могу бити смислени и идејом да рационални концепти нужно надилазе податке добијене емпиријским посматрањем.
Међу Персовим главним доприносима било је постављање индуктивног резоновања и дедуктивног резоновања у комплементарни, а не такмичарски начин, који је био главни тренд међу образованим откад га је Давид Хјум написао пре једног века.
На то је Перс додао концепт отмног разума. Комбинована три облика резоновања служе као примарна концептуална основа за емпиријски засновану научну методу данас.
Персов приступ "претпоставља да су (1) објекти спознаје стварне ствари (2) ликови (својства) стварних ствари не зависе од наше перцепције о њима, и (3) сви који имају довољно искуства са стварним стварима сложиће се о истини о њима. Према Персовој доктрини фалсибилизма, закључци науке су увек усмерени. Рационалност научне методе не зависи од извесности њених закључака, већ од њеног само-корективног карактера: сталном применом наука о методама може открити и исправити сопствене грешке и на крају довести до открића истине. "

#### Вилијам Џејмс
У својим харвардским „Предавањима о прагматизму“ (1903) Перс је набројао оно што је назвао „три котарне пропозиције прагматизма“, рекавши да оне „стављају предност на максим прагматизма“.
Прво је међу њима набројао горе споменуто перипатетичко-томсистичко запажање, али је даље приметио да је та веза између сензорне перцепције и интелектуалне концепције двосмерна улица. Односно, може се рећи да све што пронађемо у интелекту иницијално је и у чулима. Дакле, ако су теорије оптерећене теоријом, тада постоје и чула, а сама перцепција може се посматрати као врста отмица, а разлика је у томе што је она изван контроле, а према томе и изван критике - једном речју, непроменљива.
То се ни на који начин не сукобљава са погрешивошћу и поновном употребом научних концепата, јер је само непосредна перцепција у њеној јединственој индивидуалности или „овојности“ - онако како је Схоластика назвала својим оклевањем - која стоји изван контроле и корекције.
Научни концепти су, с друге стране, опште природе, а пролазна осећања у другом смислу налазе корекцију унутар њих. Овај појам перцепције као отмице повремено је оживио у истраживањима вештачке интелигенције и когнитивних наука, на пример недавно у раду Ирвина Рока о индиректној перцепцији.
Око почетка 20. века, Вилијам Џејмс (1842–1910) сковао је термин „радикални емпиризам“ како би описао изданак свог облика прагматизма, за који је тврдио да се може бавити одвојено од његовог прагматизма - мада су у ствари ова два концепта преплићу се у Џејмсова објављена предавања.
Џејмс је тврдио да емпиријски посматрани „директно обухваћени универзум не треба... нема спољне трансемпиријске конективне подршке“, којом је желео искључити перцепцију да постоји додатна вредност тражећи натприродна објашњења природних појава. Џејмсов „радикални емпиризам“ стога није радикалан у контексту термина „емпиризам“, већ је, уместо тога, прилично у складу са модерном употребом термина „емпиријски“.
Његова метода аргументације за постизање тог става, међутим, и данас се лако наилази на расправу унутар филозофије.

#### Џон Дјун
Џон Дјун (1859–1952) модификовао је Џејмсов прагматизам да би створио теорију познату као инструментализам. Улога чулног искуства у Дјиевој теорији је пресудна у томе што је он доживљавао као јединствену целокупност ствари кроз које је све остало повезано.
Дјуиева основна мисао, у складу с емпиризмом, била је да стварност одређује претходно искуство. Према томе, људи прилагођавају своја претходна искуства ствари како би изводили експерименте и тестирали прагматичне вредности таквог искуства. Вредност таквог искуства мери се експериментално и научно, а резултати таквих тестова стварају идеје које служе као инструменти за будуће експериментисање, у физичким наукама, као и у етици. Стога идеје у Дјуиевом систему задржавају свој емпиријски укус по томе што су им познате само афере.

## Представници
Оснивачем емпиризма се сматра Џон Лок, који се противио тадашњем мишљењу да се људи рађају са урођеним идејама и принципима, што се често узимало као оправдање феудалног система, и тврдио да сва сазнања долазе из искуства.
Према њему, човеков ум је по рођењу као празан папир, који се постепено испуњава опажањем људских чула и човековим искуством.